# Timber Circle von Ballygawley
Die Reste des mehr als 4000 Jahre alten Timber Circle von Ballygawley (auch Ballygawly) wurden 2006/7 von Archäologen im County Tyrone in Nordirland im Rahmen der Trassenuntersuchung beim Bau der neuen Verbindung der A4 mit der A5 (Straßen) südlich des Ortes Ballygawley (irisch Baile Uí Dhálaigh) freigelegt. 
Der Kreis aus Holzpfählen besteht aus zwei konzentrischen Ringen, die eine ältere Reihe großer Gruben überlagern. Der äußere Kreis hat etwa 16 m Durchmesser und umfasst quadratische Gruben mit Pfosten, die mit Flechtwerk verbunden waren. Dadurch war es nicht möglich damalige Aktivitäten im Kreis von außerhalb zu beobachten. Dies steht im Gegensatz zu anderen Holzkreisen auf den Britischen Inseln. Der Kreis hat an einer Seite einen großen trapezförmigen Anbau (ähnlich dem eisenzeitlichen Schlüssellochgraben an norddeutschen Grabhügeln). Eine Reihe eng stehender, besonders großer Pfosten entlang der Frontseite bildeten eine beeindruckende Fassade. 
Timber Circles sind eine Denkmalgruppe aus aufgerichteten Pfählen, die zumeist mehrere ineinander liegende Kreise bilden. Form und Größen der Timber Circles variieren stark. Der Fund ist bedeutend, da in Nordirland bisher nur sehr wenige Timber Circles ausgegraben wurden. Laut Kirsty Dingwall bestätigte die Radiokarbondatierung, dass die Anlage um die Mitte des 3. Jahrtausends v. Chr. entstand, wobei einige Elemente älter sein können. Der Kreis ist ein Beispiel für eine relativ seltene Denkmalart aus der Jungstein- und der Bronzezeit. 